# 鬼怒川金谷ホテル
鬼怒川金谷ホテル（きぬがわかなやほてる）は、栃木県日光市の鬼怒川温泉にある温泉ホテル。

## 歴史
鬼怒川温泉ホテルをすでに運営していた金谷ホテル観光により、1978年（昭和53年）に開業。当時では珍しかった高級旅館としてオープンした。
2005年には、足利銀行の経営破綻により、産業再生機構の支援を受けて事業の立て直しを行った。丹下設計事務所によるリニューアルをおこない、デザイナーズ旅館として再オープン。
2012年には、鬼怒川温泉ホテル初代社長である金谷鮮治（かなやせんじ）をコンセプトに、リニューアルオープンした。